# Дальтон-план
Да́льтон-план — педагогический подход, основанный на принципах индивидуального обучения. В отличие от традиционных методов обучения, он не предполагает существования классической классно-урочной системы занятий, а роль учителя сводится к функции консультанта. Учащемуся предоставляется полная свобода в выборе занятий и распределении своего рабочего времени.
Дальтон-план наряду с лабораторно-бригадным методом и методом проектов широко применялся в учебных заведениях СССР в середине 1920-х — начале 1930-х годов. В настоящее время он сохраняется в Школе Дальтона в Нью-Йорке, основанной Паркхёрст, и официально практикуется в ряде школ Австрии, Китая, Нидерландов, Польши и Чехии. В России его использует московская школа № 1080.

## История
В 1905 году учительница Елена Паркхёрст из Долтона (штат Массачусетс, США) применила систему индивидуализированного обучения, которая впоследствии получила название «Дальтон-план». В школе были отменены уроки и вместо классов созданы предметные «лаборатории». Годовая программа для каждого класса разбивалась по месяцам (подрядам) на два уровня — минимальный и максимальный. В начале года учащиеся выбирали один из двух возможных вариантов обучения и заключали с преподавателем договор — «контракт», обязующий их самостоятельно проработать заданный материал. После этого им выдавались задания по каждому предмету, о выполнении которых нужно было отчитываться через месяц. Коллективный урок длился около часа, а всё остальное время отводилось на индивидуальную работу в мастерских и «лабораториях», где постоянно находились учителя-наблюдатели. Учёт знаний осуществлялся при помощи системы карточек.
Методические планы были приспособлены к восьмилетнему курсу обучения и начинались с четвёртого класса. Первая половина дня (8:00 — 12:00) отводилась на работу с подрядами по каждому предмету. Приходя в школу, ребёнок отмечался в журнале у дежурных и сдавал свою учётную карточку руководителю, чтобы получить своё задание и необходимую литературу. После полудня проводились общие и классные собрания, на которых учащиеся отчитывались перед наставниками о выполнении заданий. Остаток дня отводился занятиям по искусству, ручному труду, спорту и другим предметам. Если учащийся заканчивал свою работу или уставал, он мог уйти домой, сдав материалы и получив обратно свою карточку.
Дальтон-план получил некоторое распространение в советских школах, куда он проник под именем лабораторно-бригадного метода. В противовес классическому дальтон-плану, кроме самостоятельных занятий по индивидуальному «свободному расписанию», были введены твёрдые часы встречи педагогов со своей учебной группой в начале и в конце выполнения задания. Характерной чертой лабораторного плана в советской школе была организация «звеньев», «бригад» и т. п., что отражено в самом названии метода. Лабораторный план был осуждён постановлениями ЦК ВКП(б) от 25 августа 1932 года и ЦИК СССР от 19 сентября 1932 года.

## Принципы
Обучение по Дальтон-плану основывается на трёх принципах: свобода, самостоятельность, сотрудничество.
- Свобода. Ученик волен сам выбирать предмет, тему, партнёра, источники знаний, темп и форму работы. Свобода сочетается с ответственностью: уровень знаний оценивает наставник.
- Самостоятельность. Учащийся сам выбирает действия для достижения цели.
- Сотрудничество. Ученик реализует себя в индивидуальной, парной и групповой видах деятельности. При этом он имеет право обращаться за помощью к окружающим.

Имеются три основных элемента: «дом», задания и «лаборатория».
- «Дом» — условия, приближенные к домашней свободе. В «доме» обязательно присутствует «советник», который координирует работу ученика. В некоторых Дальтон-школах собираются люди разных возрастов: тем самым моделируется реальное человеческое общество. В то же время «дом» может соответствовать и обычному классу, а «советник» — классному руководителю.
- Задания творческого характера выдаются на определённый срок — неделю или месяц. Они могут ограничиваться школьной программой или выходить за её рамки. Результаты работы оцениваются учителем в индивидуальном порядке.
- «Лаборатория» — время в расписании, отведённое для работы. По своему желанию ученик может обсудить с наставником ход выполнения своего задания и получить советы консультанта[10].

Существует четыре формы занятий, каждая из которых предусматривает свою систему взаимодействия ученика и наставника:
- Классное учебное занятие нацелено на усвоение теории, отработку умений и навыков.
- Коллективный урок отводится на совместное решение проблемы, которая вызвала затруднения у большинства учащихся.
- Лабораторное занятие предполагает место для самостоятельной работы, где есть необходимая литература и несколько консультантов.
- Конференция посвящается обсуждению теоретических вопросов общего характера. На ней ученики выступают с докладами и выражают собственную позицию по заданной теме[11].

В советском варианте Дальтон-плана выделяли три вида деятельности:
- Вводное занятие было уделено постановке проблемы и ориентировке учащихся на выполнение заданий.
- Самостоятельное (лабораторное) изучение материала предполагало работу со справочной литературой.
- Итоговое занятие отводилось на обобщение знаний и проводилось в форме конференции или урока[6].

## В культуре
- Введение Дальтон-плана описано в повести Н. Огнёва «Дневник Кости Рябцева»:

В нашей школе вводится Дальтон-план. Это такая система, при которой шкрабы ничего не делают, а ученику самому приходится всё узнавать.... Как пауки, а мы — мухи.